# Batrachedra parvulipunctella
Batrachedra parvulipunctella is een vlinder uit de familie smalvleugelmotten (Batrachedridae). De wetenschappelijke naam is voor het eerst geldig gepubliceerd in 1915 door Chrétien.
De vlinder heeft een spanwijdte van 11 tot 15 millimeter. De rups leeft van de uitwerpselen van Aclerda berlesii of andere soorten dopluizen en leeft in witte zakjes. De soort vliegt in twee jaarlijkse generaties, de eerste in mei en juni, de tweede van juli tot september.
De soort komt voor in Zuid-Europa en Noord-Afrika en is ook eenmaal waargenomen in Groot-Brittannië.